# Сілівашу-де-Кимпіє
Сілівашу-де-Кимпіє (рум. Silivașu de Câmpie) — село у повіті Бистриця-Несеуд в Румунії. Адміністративний центр комуни Сілівашу-де-Кимпіє.
Село розташоване на відстані 295 км на північний захід від Бухареста, 41 км на південь від Бистриці, 53 км на схід від Клуж-Напоки.

## Населення
За даними перепису населення 2002 року у селі проживали 1048 осіб. Рідною мовою 1044 особи (99,6%) назвали румунську.
Національний склад населення села:
| Національність | Кількість осіб | Відсоток |
| -------------- | -------------- | -------- |
| румуни         | 980            | 93,5%    |
| цигани         | 63             | 6,0%     |
| угорці         | 5              | 0,5%     |